# WebOS
webOS (pronunciado /wɛb əʊ ɛs/), también conocido como webOS TV y open webOS, es un sistema operativo multitarea para dispositivos inteligentes como televisores y relojes,basado en Linux, desarrollado originalmente por Palm, Inc. como un sistema operativo para móviles y tabletas; posteriormente adquirió la empresa Hewlett-Packard, pero tras un cambio de estrategia decidió liberar su código y luego vender el sistema operativo a LG. Las primeras versiones de webOS se usaron en los teléfonos inteligentes Pre, Pixi, Veer y en la tableta HP TouchPad y posteriormente se ha utilizado desde 2013 en televisión inteligente, principalmente de la marca LG y Brookstone; incluso el reloj inteligente de Audi lo utiliza.

## Historia
Se presentó al público como Palm webOS en el Consumer Electronics Show de Las Vegas el 8 de enero de 2009, como el sistema operativo de un nuevo teléfono móvil inteligente llamado Palm Pre y se lanzó el 5 de junio de 2009 junto con este dispositivo. El 15 de noviembre de 2009 Palm lanzó un segundo dispositivo que utilizaba este sistema, el Palm Pixi.
Adobe mostró una versión de su Flash Player para webOS. Sin embargo, Flash Player nunca salió al mercado para la versión 1.x de webOS.
El 28 de abril de 2010 Hewlett-Packard Company compra Palm, Inc. y cambia su nombre a HP webOS, lanza el Pre2 y posteriormente una gama de tres dispositivos de distinto tamaño: los celulares veer y Pre3 y la tableta HP Touchpad. Sin embargo, el 18 de agosto de 2011 HP anunció que descontinuaba todos los dispositivos con webOS.
El 9 de diciembre de 2011, HP anunció que seguiría dando soporte al sistema operativo, aunque como software libre, publicando posteriormente open webOS.
El 25 de febrero de 2013, LG compra webOS para incorporarlo como la plataforma de sus televisores inteligentes. El 6 de enero de 2014, en el CES 2014, LG presenta una gran variedad de televisores con plataforma LG webOS.
El 23 de septiembre de 2016, MLX empezó a modificar el código de webOS para crear una versión para teléfono inteligente. Después de tres meses, el 24 de diciembre de 2016, logra crear una ROM e implementa por primera vez el webOS en un teléfono inteligente. El dispositivo de prueba fue un Motorola Defy, que se basó para poder crear la ROM de webOS. Algunas cosas todavía no funcionaban en el webOS modificado, como la pantalla táctil (se debe usar con teclado y ratón), la detección de tarjeta SIM y la cámara.
El 24 de febrero de 2021, LG Home Entertainment anuncia la disponibilidad de webOS TV version 5 para licenciarse a otros fabricantes y marcas, como RCA, Ayonz, Polaroid, Hyundai y MakenaKonka, y se espera que más socios se unan en el futuro.

## Arquitectura
webOS está basado en Linux, con una interfaz gráfica moderna basada en tecnologías web como HTML5, JavaScript y CSS.
El diseño alrededor de estas tecnologías fue intencionadamente escogido por Palm, para evitar así el aprendizaje de un nuevo lenguaje de programación por parte de los desarrolladores.

## Características
Debido a las distintas versiones publicadas durante su historia, existen características que solo están presentes en algunas de estas versiones:

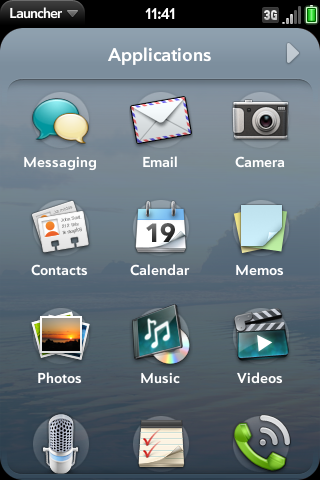
Palm webOS Launcher

| Característica                | LG webOS                                  | open webOS                                                                           | HP webOS/ palm webOS                                                                                  | Motorola Defy                |
| ----------------------------- | ----------------------------------------- | ------------------------------------------------------------------------------------ | --- | ---------------------------- |
| Interfaz multitarea           | con Línea de Cartas                       | con Cartas                                                                           | con Cartas                                                                                            | con Cartas                   |
| Gestos                        | a través de Magic Remote                  | a través de pantalla táctil y teclados físicos                                       | a través de pantalla táctil y teclados físicos                                                        | a través de teclados físicos |
| Synergy                       | No conocido aún                           | No soportado                                                                         | Soportado                                                                                             | No soportado                 |
| Aplicaciones de terceros      | LG Store                                  | homebrew                                                                             | App Catalog                                                                                           | ExtStore                     |
| Actualizaciones desde la Nube | Sí                                        | Sí                                                                                   | Sí | Sí                           |
| Recarga inalámbrica           | No                                        | No                                                                                   | Sí. En algunos dispositivos, soporta «touch to Share».                                                | No                           |
| Código abierto                | Algunos códigos publicados bajo WebOS OSE | Sí                                                                                   | Algunos códigos publicados bajo Open webOS                                                            | Sí                           |
| Dispositivos / Versiones      | LG Smart TVs / LG webOS                   | Portado a varios dispositivos / open webOS 1.0 HO Touchpad / webOS Community Edition | pre, pre plus, pixi, pixi plus HP webOS 1.4.5 pre2, pre3 / HP webOS 2.x.x HP Touchpad /HP webOS 3.0.x | Motorola Defy                |

### Multitarea con Cartas
La interfaz de webOS está basada en un sistema de «cartas» utilizado para administrar la multitarea. El usuario cambia entre las aplicaciones abiertas realizando un gesto en el «área de gestos» del teléfono para traer las «cartas» al frente y moviéndose a la izquierda y a la derecha de la pantalla. Las aplicaciones se cierran lanzando la «carta» fuera de la pantalla y estas pueden arrancarse desde el iniciador, con varias páginas de iconos de aplicaciones en rejilla, o desde el iniciador rápido, que muestra iconos alineados horizontalmente.
Otros sistemas operativos como iOS 7han publicado posteriormente versiones similares.

### Multitarea con Línea de Cartas
La versión LG de webOS está basada en hacer al televisor nuevamente simple; por tal motivo, el menú para navegar es tan sencillo como una línea que aparece en la parte baja de la pantalla, sin dejar de mostrar la señal de video. Esta línea se asemeja a una línea de tiempo donde hacia la izquierda (el pasado) están las funciones usadas recientemente, que pueden eliminarse oprimiendo la «X» sobre cada una de estas; luego se encuentra la opción «Ahora», que destaca las novedades del momento, y hacia la derecha (el futuro) se encuentran todas la aplicaciones instaladas.

### Gestos
Soporta gestos multi toque en dispositivos con pantalla táctil. También se diseñó un lanzador de aplicaciones rápido llamado «Wave Launcher», que permite visualizar un menú desplazando un toque desde la parte baja de la pantalla.
Con su uso como plataforma de televisión inteligente por LG, se adaptó con gestos emitidos por el Magic Remote de esta casa coreana.

### Synergy
Palm webOS y HP webOS incluyeron una característica llamada «Synergy» que permite integrar información de varias fuentes. De esta manera, el usuario tiene la facilidad de acceder a sus cuentas de Gmail, Yahoo!, Facebook, LinkedIn y Microsoft Outlook (a través de ActiveSync). Los contactos de todas las fuentes se integran en una única lista. Los calendarios de diversas fuentes pueden verse todos juntos o uno cada vez. Para la mensajería, Synergy combina todas las conversaciones con un contacto en una misma ventana de diálogo. Por ejemplo, los mensajes instantáneos y los SMS se ven juntos.

### Sincronización
Hace uso de la computación en nube para la sincronización de datos, pero no tiene un cliente de escritorio.

### Actualizaciones desde la Nube
Fue un precursor de las actualizaciones de sistema operativo a través de redes Wi-Fi, característica luego copiada por iOS 5, entre otros.

### Recarga inalámbrica
Algunos dispositivos, como la Palm Pre, la HP Pre2, Pre3 y el HP Touchpad, se desarrollaron con la capacidad de cargarse inalambricamente a través de un dispositivo inalámbrico llamado touchstone. Así mismo, sus últimos dispositivos incluían la función Touch to share que permite traer algunas aplicaciones y su contenido desde un dispositivo a otro.

### Equipos Nuevos
El Palm Pre, lanzado el 6 de junio de 2009, fue el primer dispositivo en utilizar esta plataforma. Los dispositivos que actualmente utilizan webOS son el Palm Pre y el Palm Pixi, sus versiones «Plus», el Palm Pre2, HP Pre 3 y el HP Veer, y la tableta HP Touchpad.

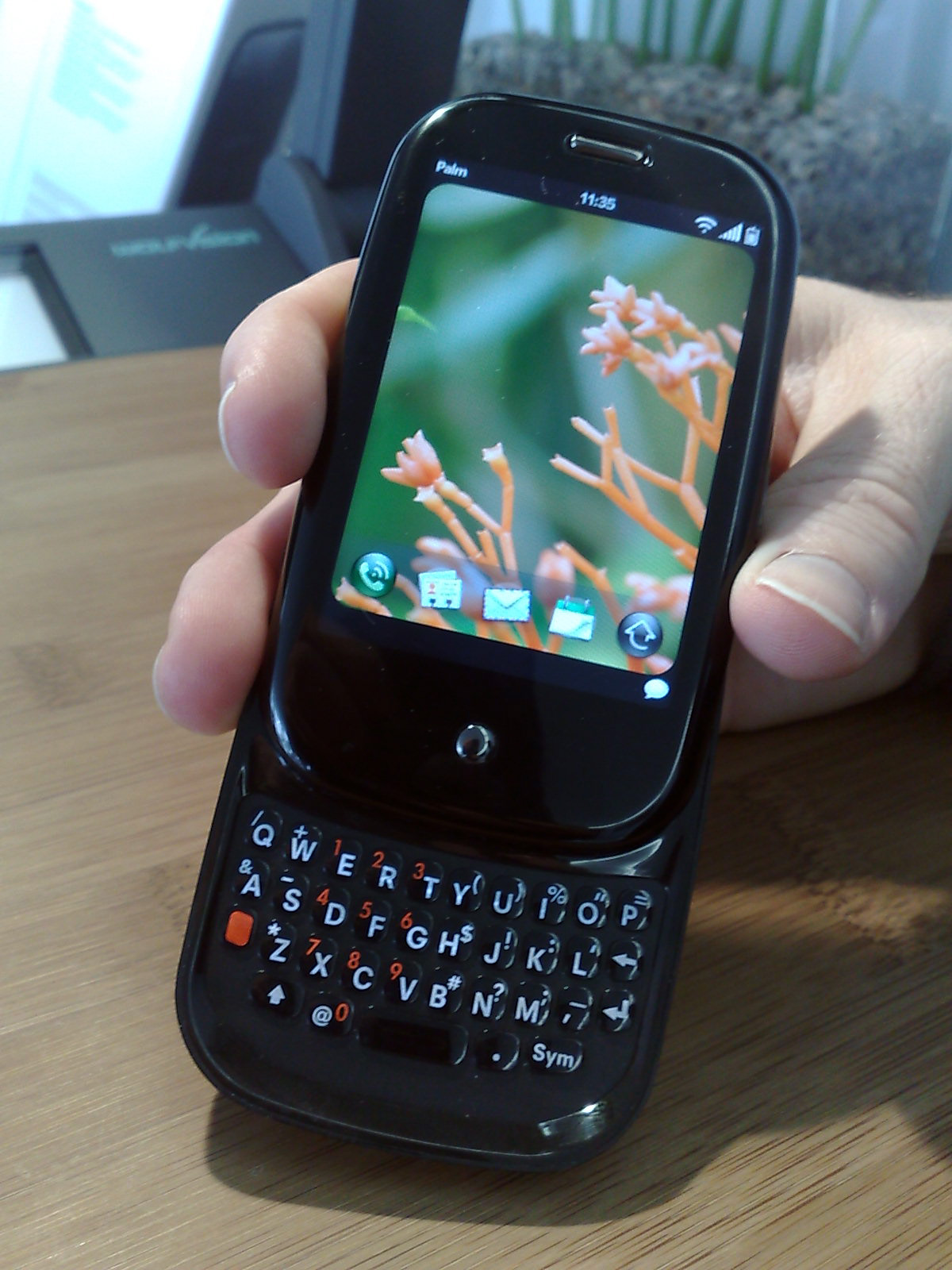
Palm Pre

Varios televisores inteligentes desde 2014.

### Navegador web
El navegador web utilizado por webOS está basado en WebKit y, por lo tanto, renderiza las páginas de una forma similar a Safari, Google Chrome y el navegador de Android. Una característica del navegador es la habilidad de poder reproducir archivos .pls sin necesidad de una aplicación externa.